# جوش برينوت
جوش برينوت (بالإنجليزية: Josh Prenot)‏ (مواليد 28 يوليو 1993) هو سبّاح من الولايات المتحدة، مثّل بلاده في الألعاب الأولمبية الصيفية 2016.

## روابط خارجية
جوش برينوت على موقع الاتحاد الدولي للسباحة (الإنجليزية)
- جوش برينوت على موقع SwimRankings.net (الإنجليزية)
- جوش برينوت على موقع اللجنة الأولمبية الدولية (الإنجليزية)
- جوش برينوت على موقع أوليمبيديا (الإنجليزية)
- جوش برينوت على موقع اللجنة الأولمبية والبارالمبية الأمريكية (الإنجليزية)